# Qraqeb

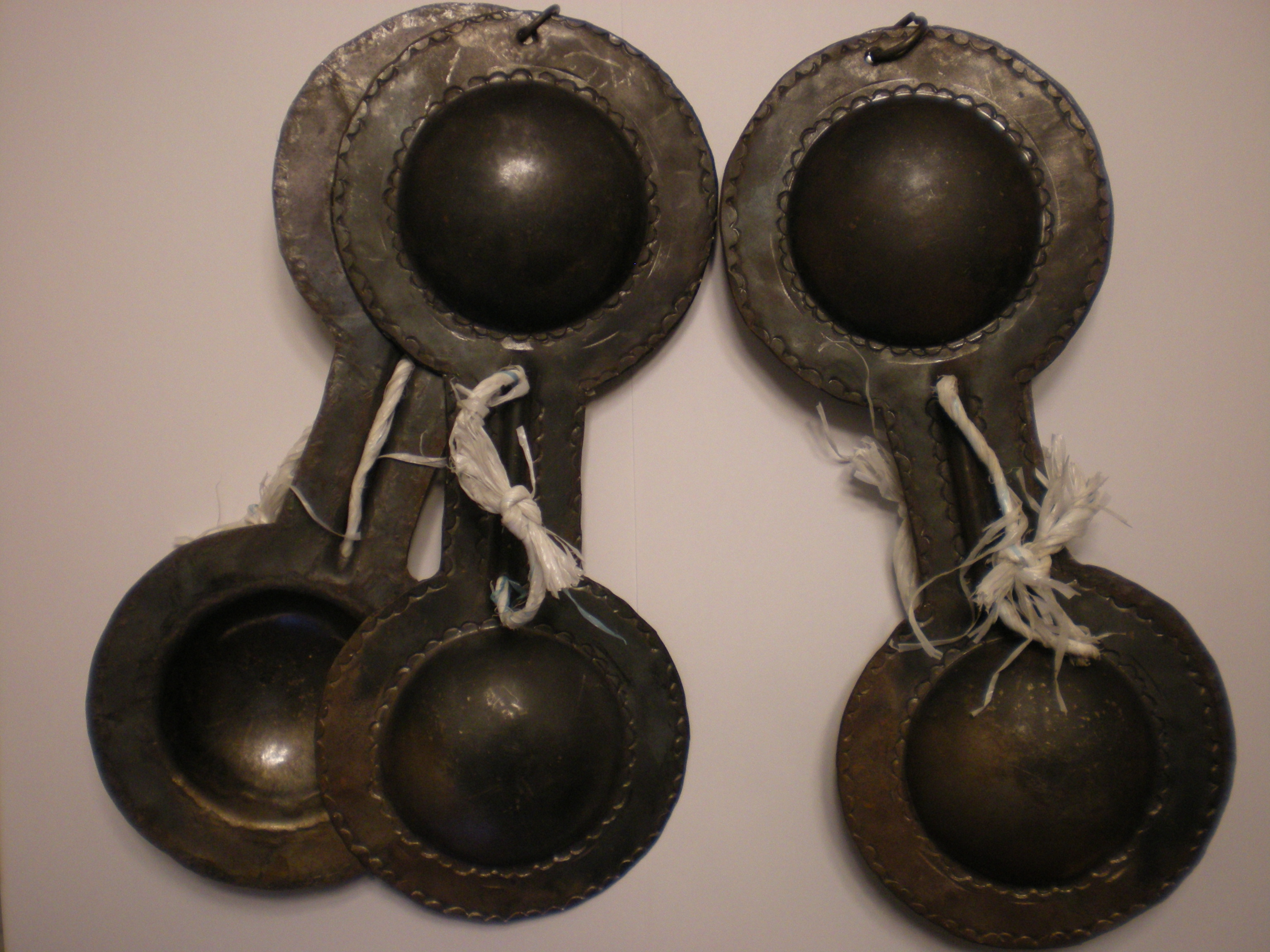

Le qraqeb, in arabo قراقب‎? (al singolare qarqaba in arabo قرقبة‎?) sono delle grandi nacchere di metallo utilizzate principalmente dai Gnawa in Marocco nella loro musica e nelle loro lila, rituali a scopo esorcistico, terapeutico o purificatore. In forma minore sono utilizzati anche in Algeria e in Tunisia, anche in questi casi dai discendenti degli schiavi subsahariani.